# Amadeus (ketch)

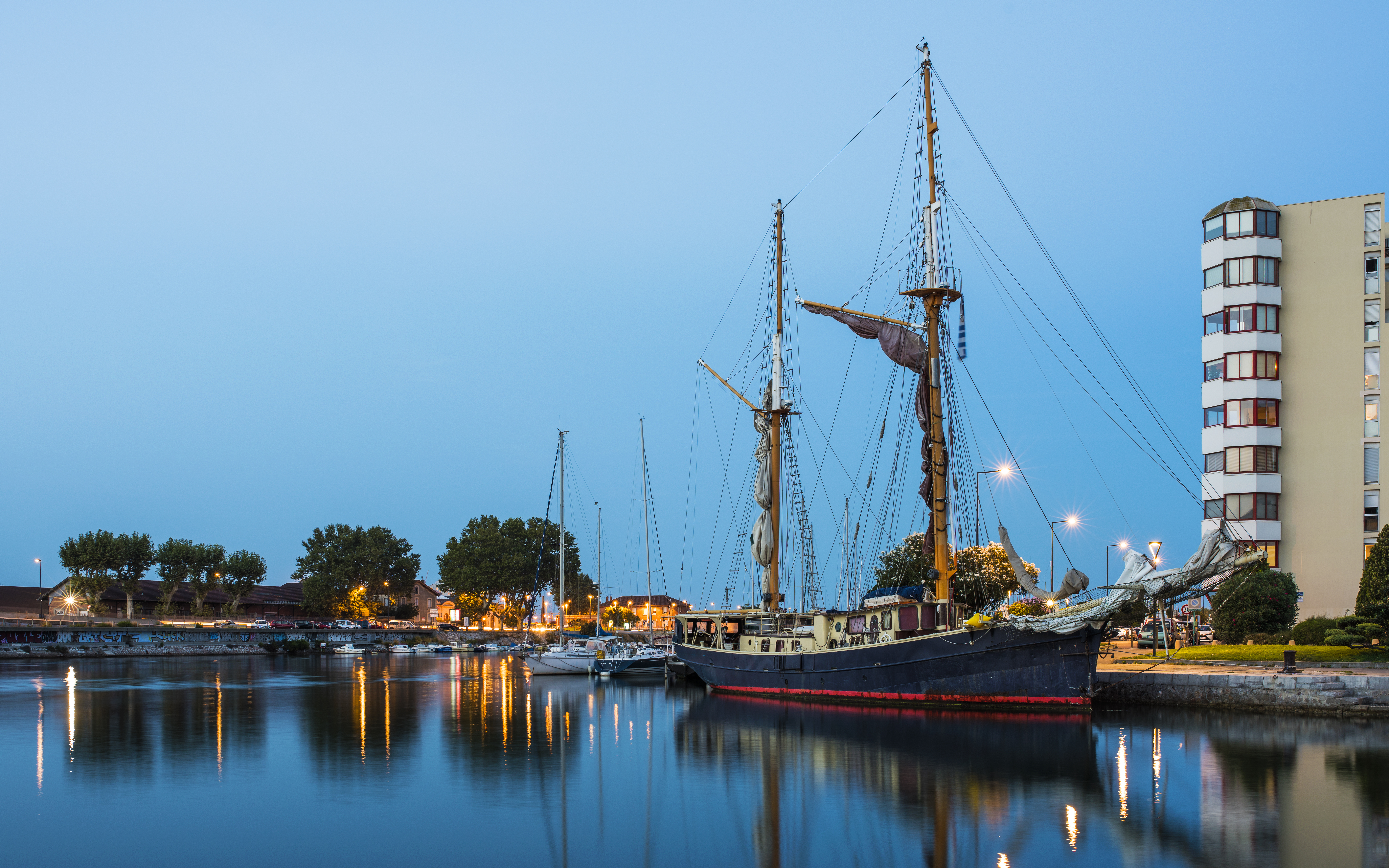
À quai dans le port de Sète. Août 2017.

Pour les articles homonymes, voir Amadeus.
L'Amadeus est un ancien bateau de pêche reconverti en voilier de plaisance depuis 1974.

Il est labellisé Bateau d'Intérêt Patrimonial (BIP) depuis  2014 par la Fondation du patrimoine maritime et fluvial.

Son port d'attache est Sète.

Son immatriculation est : 632192R, (quartier maritime de Marseille).

## Histoire
Ce ketch aurique a été construit aux Pays-Bas en 1910, sur le chantier naval Kalmann à Capelle-sur-l'Yssel, pour un armateur de Scheveningue. Il fut lancé sous le nom d'Agatha pour la pêche à la morue en mer baltique et Terre-Neuve. Il changea plusieurs fois de nom : Jacoba en 1916, Floris en 1935.

Il est transformé comme voilier de plaisance en 1974 et prend le nom de Zonnevis en 1977.

En 1979, il est vendu à l'association française SUD MUSIQUE à Marseille et prend le nom d'Amadeus. En 1989, il change de propriétaire tout en gardant le nom d'Amadeus.
Son propriétaire actuel est l'Association Méditerranéenne des Vieux Gréements qui en gère ses nombreuses activités.

## Caractéristiques techniques
C'est un ketch à deux mâts, coque et pont en acier. Depuis 1974, le pont et recouvert en teck. Il possède un rouf sur le pont abritant la timonerie. Son aménagement intérieur comprend, un carré avec un salon, trois cabines doubles avec sanitaire.

Son gréement aurique comprend 6 voiles : mât d'artimon (une voile aurique et un flèche), mât principal (une voile aurique et un flèche) et sur le beaupré (trinquette et foc).